# Ecozona antartica

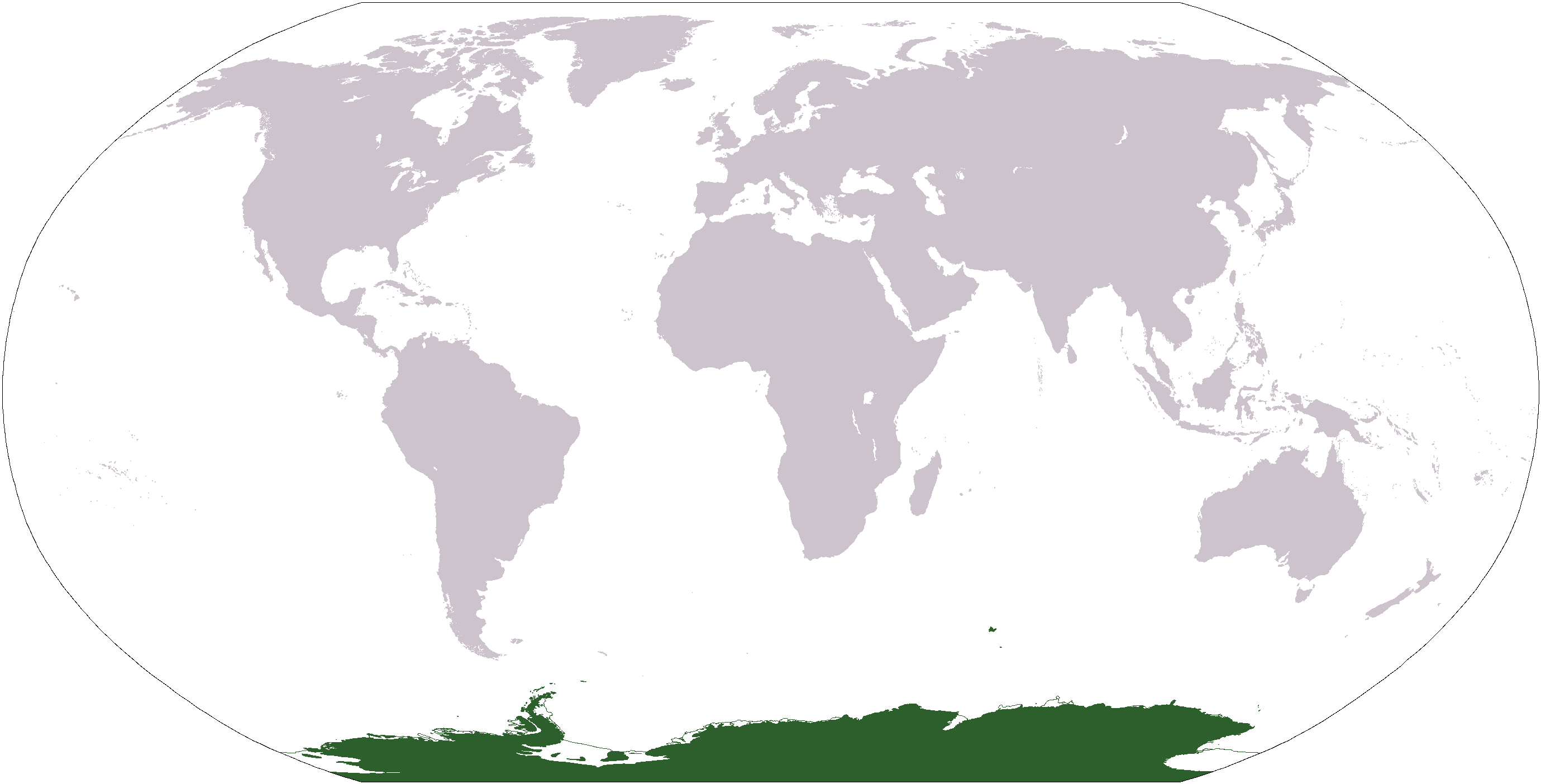
L'ecozona antartica (in verde)

L'ecozona antartica è una delle otto ecozone terrestri riconosciute dal WWF. È un ecosistema che comprende il continente Antartide e alcune isole dell'Oceano Atlantico meridionale e dell'Oceano Indiano.

## Caratteristiche

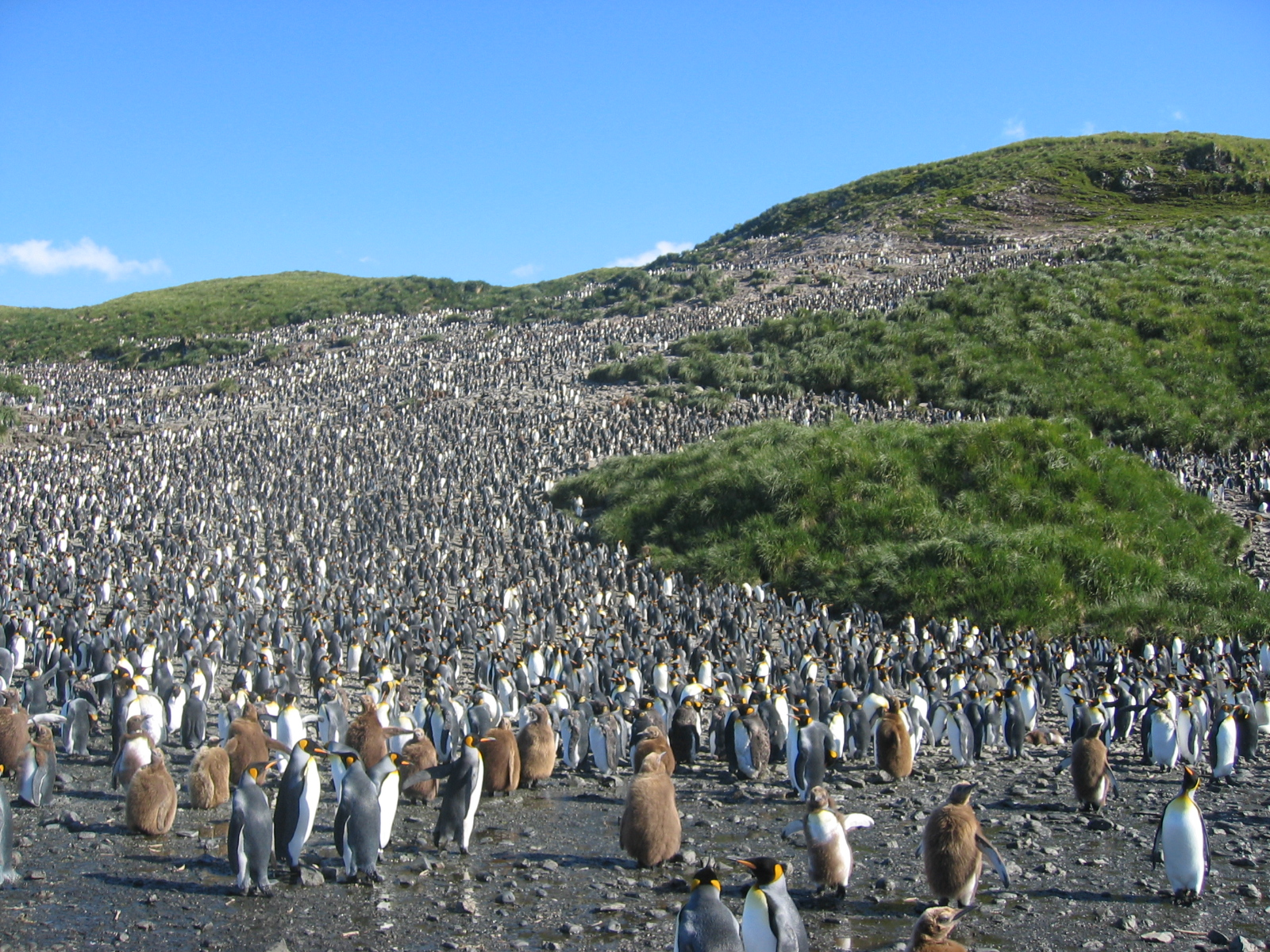
Grande colonia di circa 60.000 pinguini reali (Aptenodytes patagonicus) nella piana di Salisbury, nella Georgia del Sud.

Il continente Antartide è così freddo che praticamente non ha permesso la crescita di piante vascolari da milioni di anni e la sua flora consiste attualmente di circa 250 specie di licheni, un centinaio di muschi, 25-30 epatiche e 700 specie di alghe terrestri e acquatiche, che vivono nelle aree esposte di rocce e suolo attorno alle coste continentali. Le uniche due specie di angiosperme antartiche, la pianta erbacea Deschampsia antarctica e il Colobanthus quitensis, si trovano nella parte settentrionale e occidentale della Penisola Antartica.

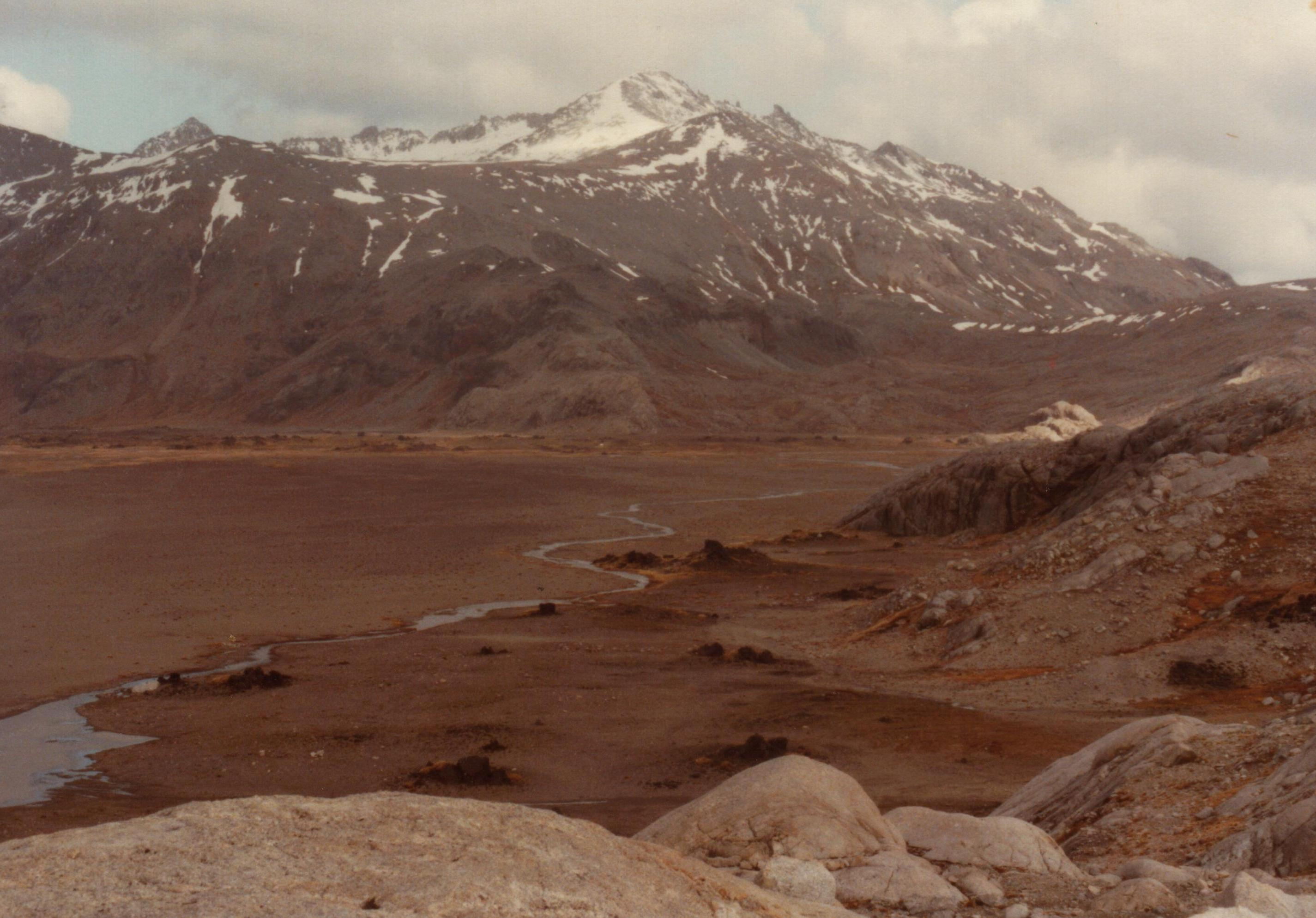
La tundra sulla penisola Rallier du Baty, nelle isole Kerguelen.

La fauna antartica è invece più sviluppata e include una vasta diversità di vita animale che comprende pinguini, pinnipedi e cetacei.
All'ecozona antartica appartengono anche alcuni gruppi di isole, tra cui Georgia del Sud e isole Sandwich meridionali, Isole Orcadi Meridionali, Isole Shetland Meridionali, Isola Bouvet, Isole Crozet, Isole del Principe Edoardo, Isole Heard e McDonald, Isole Kerguelen. Queste isole hanno un clima un po' più mite di quello antartico vero e proprio e consentono la crescita di vegetazione della tundra, anche se sono troppo ventose e fredde per permettere
la crescita di alberi.
Il krill antartico è una delle specie chiave di questi mari e rappresenta un componente fondamentale dell'alimentazione di balene, foche, foche leopardo, otarie orsine, foche mangiagranchi, calamari, pinguini, albatros e molti altri uccelli. L'oceano è molto ricco di fitoplancton perché l'acqua risale dalle profondità marine verso la superficie illuminata, riportando i principi nutritivi dell'oceano verso la zona fotica.

## Storia
Milioni di anni fa l'Antartide era più caldo e umido dell'attuale, e consentiva la crescita di una flora antartica che comprendeva foreste di podocarpo e faggio australe. L'Antartide faceva allora parte del supercontinente Gondwana, che cominciò a fratturarsi attorno a 110 milioni di anni fa. La successiva separazione dell'America del Sud dall'Antartide, avvenuta tra 30 e 35 milioni di anni fa, portò all'instaurarsi della Corrente Circumpolare Antartica, che isolò climaticamente il continente e lo portò a divenire molto più freddo. La flora antartica pertanto scomparve da queste aree, mentre è ancora presente nell'ecozona neotropicale del Sud America e nell'ecozona australasiana, i cui territori facevano pure parte del Gondwana.